# نوساله
نوساله یکی از روستاهای استان آذربایجان شرقی است که در دهستان عباس غربی بخش تیکمه‌داش شهرستان بستان‌آباد واقع شده‌است.

## موقعیت جغرافیایی
این روستا در جلگه‌ای سردسیر در ۱۵ کیلومتری شمال غرب میانه و ۲۱ کیلومتری جنوب شرق بستان‌آباد قرار گرفته‌است. شغل اکثر اهالی نوساله کشاورزی و دامداری است و از محصولات کشاورزی آن می‌توان به غلات و یونجه اشاره کرد.